# Художественная практика
Художественная практика (англ.artistic practice) — это процесс создания автором определённого продукта и последующего его восприятия реципиентом.Это не художество, а подготовка и исполнение произведения искусства в реальных условиях. 
Некоторые виды художественной практики:
Абстрактное искусство (абстракционизм). Направление в живописи, в котором реальный мир изображают как сочетание отвлечённых форм или цветовых пятен.
Экспрессионизм. Доминирующее течение в западном изобразительном искусстве, творческий метод которого заключается в выражении эмоций автора через хаотические, неподчинённые логике формы.
Фовизм. Движение в истории искусств, возникшее в начале XX столетия, в котором отказались от привычного трёхмерного изображения мира и стали воссоздавать новое художественное пространство, используя плоскость как основу композиции.
Примитивизм. Стиль в современном искусстве, в рамках которого художники сознательно упрощают художественные формы, ориентируясь на выразительные средства наивного искусства и имитируя детский рисунок, лубок или первобытное искусство. 
Сюрреализм. Направление живописи, характеризующееся слиянием на полотнах сна и реальности.
Дадаизм. Авангардное движение, возникшее на фоне ужасов войны и распространения нигилистических идей. Художники работали с коллажами, а также изобрели ряд новаторских техник, в том числе редимейд — использование уже существующих предметов и наделение их новыми смыслами.
Перформанс, хэппенинг, художественная акция. Арт-практики, в которых художник физически сам становится частью художественного высказывания, часто вступая в прямую коммуникацию со зрителями.